# 四月网
四月网，是一个带有国家主义色彩的小型政治新闻评论网站，其前身是anti-cnn。

## 歷史

### 初创
2008年西藏骚乱后，一些中国留学生认为西方媒体的报道具有“歪曲和偏向性”，进行了各种抗议行为，并把收集整理的新闻报道上载至YouTube，引发轩然大波。在此背景下，清华大学畢業生饶谨于3月18日建立Anti-cnn.com网站，号召“收集整理西方主流媒体作恶的证据，发出中国人民自己的声音”。
3月20日，Anti-CNN.com上线，网页标题为“西藏真相”，口号“用‘翔实的图片和视频证据’展示部分西方主流媒体的失实报道”、“号召网民收集西方主流媒体歪曲报道的证据”。Anti-CNN.com建立不久，便得到中央电视台《东方时空》专题《正告CNN：网民为什么愤怒？》的报道。两个月内，Anti-CNN.com会员数突破10万人。
4月，因北京奥运会开始的民粹主義浪潮催生了以80后为主的“四月青年”，成为Anti-CNN访问人群和志愿者的主流。
4月7日至8日，Anti-CNN曾数次瘫痪，有媒体称是黑客所为。饶谨称，Anti-CNN有四十多位版主，每天最多時有六千多篇帖子。
2009年初，凤凰网发布“08年度传媒先锋”专题，饶谨名列其中。凤凰网评论饶毅称“西方媒体歪曲西藏3.14事件的发生4天之后，他建立了Anti-CNN.com网站，向西方世界最强势的电视媒体美国CNN公开宣战”。

### 后期
北京奥运会结束后，Anti-CNN和其他时评网站一样，进入低潮期。
2009年-2010年左右，四月传媒（April Media）成立，Anti-CNN改版并向英语世界拓展，据称饶谨为此获得了一笔1000万元的投资。
2011年3月，两名网友在王府井拍摄到了美国驻华大使洪博培的身影，四月网推出专题“美国大使说他来王府井打酱油，你相信么？”。
2012年薄熙来事件后，乌有之乡、毛泽东旗帜网等网站被关停，大量人涌入四月网，饶谨在微博贴出了四月网流量走势图。但不久之后，四月网也同毛泽东旗帜网、民声网、中国选举与治理网一样被关闭。
2013年，四月网大股东决定不再追加投资。8月16日，饶谨开会，决定让编辑“回家办公”。此后，四月网访问量骤降。同年9月，包括四月网总编辑胡亦南等在內的多名编辑離職，他们還通过网络和微博发布公开信，指控饶谨贪污公司资产，拖欠编辑工资。9月4日，投资人派人来四月网解决财务问题，事后饶瑾曾短暫离职，四月网表示饶瑾离职是个人发展问题。但随后饶谨又取得了网站的控制权，并宣布其退出公司的口头协议无效。
2013年12月19日，南方周末刊文揭露饶谨利用四月网圈钱。报道称，“一千万在两年半的时间内花光”的速度引起了员工的怀疑，他们核算後認為两年半最多只需花費400万。员工们开始去查财务资料，查出一堆问题：包括公司有两个吃空饷的名额，其中一个是饶谨的表妹；公司转租出去的樓房租金没有进入公司的账户；公司有一笔219.8万的無故账务支出，而同一时间饶谨在北京买了一套房子；饶谨对投资中600万元款项的使用情况无法解释。

## MCN
“四月传媒”作为MCN机构，旗下合作有司马南、李肃等网络知名人士。

## 争议
反CNN网得到了来自官方的些许“关照”。按中國法规，所有网站成立均需备案，超过20个工作日不备案将被关闭，而Anti-CNN网开办32天后才备案。而后一家架设在Google Page Creator，监督Anti-CNN的Anti-Anti-CNN网站anti.anti.cnn.googlepages.com，则迅速被网络防火长城封鎖，无法正常访问。
2008年4月10日，Matthew Lee创办的Inner City Press声称，联合国内部的网络系统屏蔽了对Anti-CNN.com等部分网站的访问。
近几年，围绕Anti-CNN.com及饶谨的争议不断见诸网络和报道，Anti-CNN.com的办网宗旨和投资去向不断引来质疑。 

## 西方媒体评论
美國《基督教科学箴言报》评论指出，由于中國媒體完全由中共當局控制，中國人過度依賴官方媒體提供的論調與新聞。因此，西方媒体的报道，常与中国大陆官方媒体的“不实报道”有“天壤之别”，導致中国部份网民因而产生「反西方情绪」，這些網民集中在anti-cnn.com一类网站上发表意见，而中共官方媒体對網民反應“大肆渲染”。
BBC中文网报道称，被Anti-CNN网站用来攻击西方媒体的错误大都是照片剪裁或照片注解等属于BBC的“小失误”。这些错误当然是重要失误，但有种把这些错误加以利用的“民族主义”嫌疑。”。